# Harissa (Liban)
Harissa (en arabe:حريصا)  est un village et une localité du district de Kesrouan, au Liban. Bien que situé à 27 kilomètres au nord de Beyrouth et proche de la mer Méditerranée il s’élève sur un promontoire rocheux de 650 mètres de hauteur, d’où la vue s’étend de la mer Méditerranée (ouest) à la chaine du Mont Liban (est) et à la ville de Beyrouth (sud et sud-ouest). Une route le relie à la ville côtière de Jounieh, de même qu’un téléphérique.

## Patrimoine
Harissa est surtout connu pour le sanctuaire Notre-Dame du Liban qui y fut construit en 1904. C’est un des lieux de pèlerinage et de tourisme les plus fréquentés du Moyen-Orient.
Harissa abrite également une cathédrale maronite, une cathédrale grecque-catholique melkite et, au monastère Notre-Dame de la Délivrance de Charfet, le siège patriarcal de l'Église catholique syriaque.

## Jumelage
Harissa est jumelée avec :
- La Garenne-Colombes,   France[1]
- Loreto,  Italie[2]

## Galerie d'images

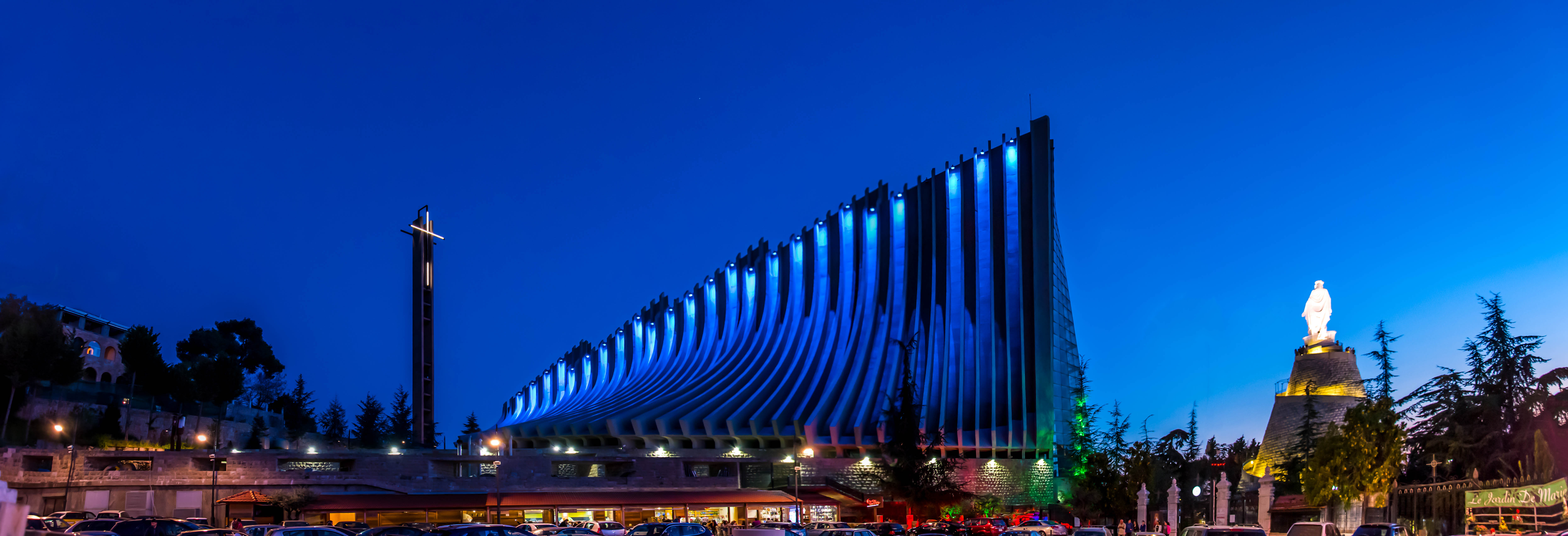
Cathédrale de Harissa
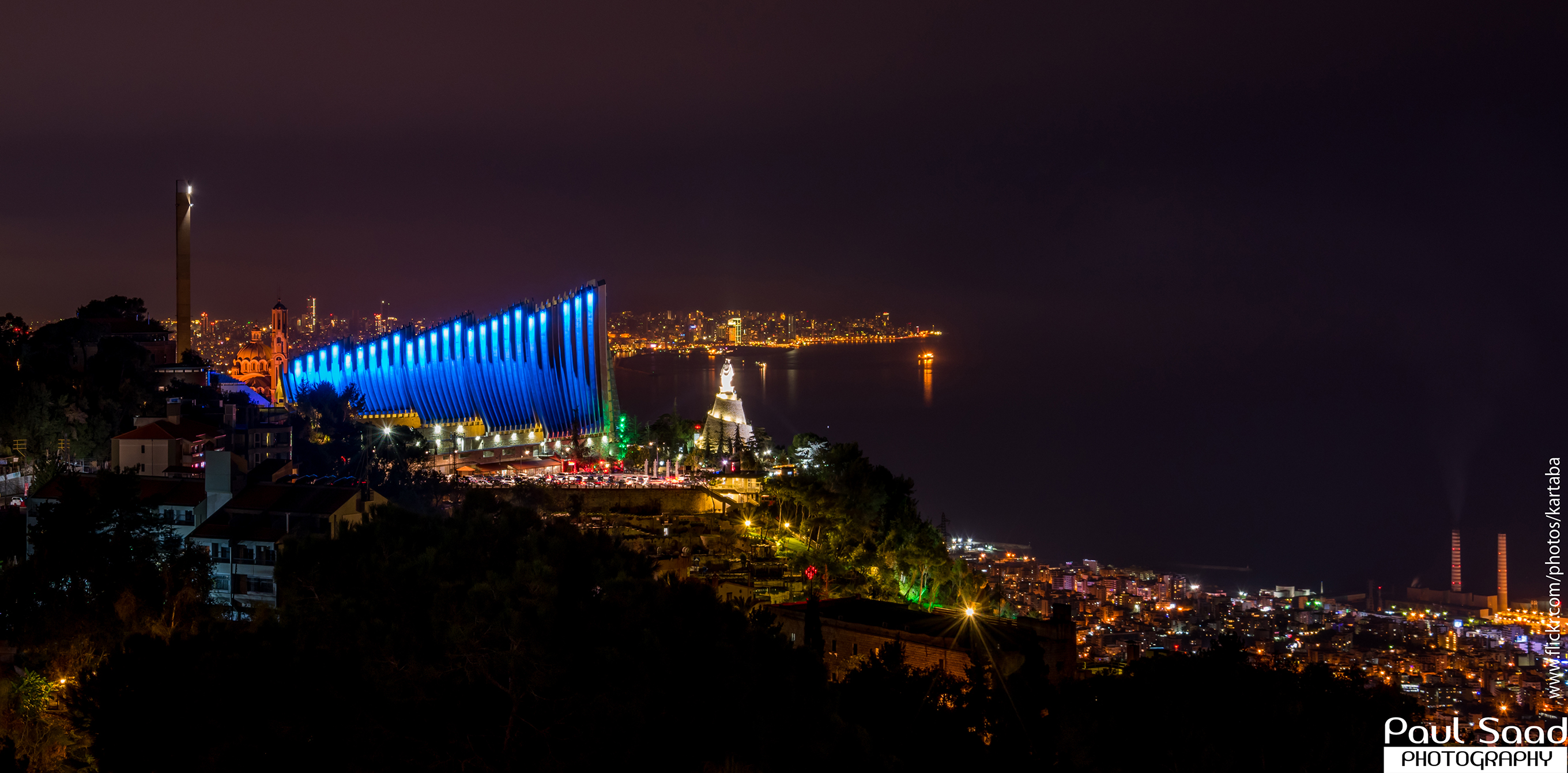
Cathédrale de Harissa vue depuis Bat'ha
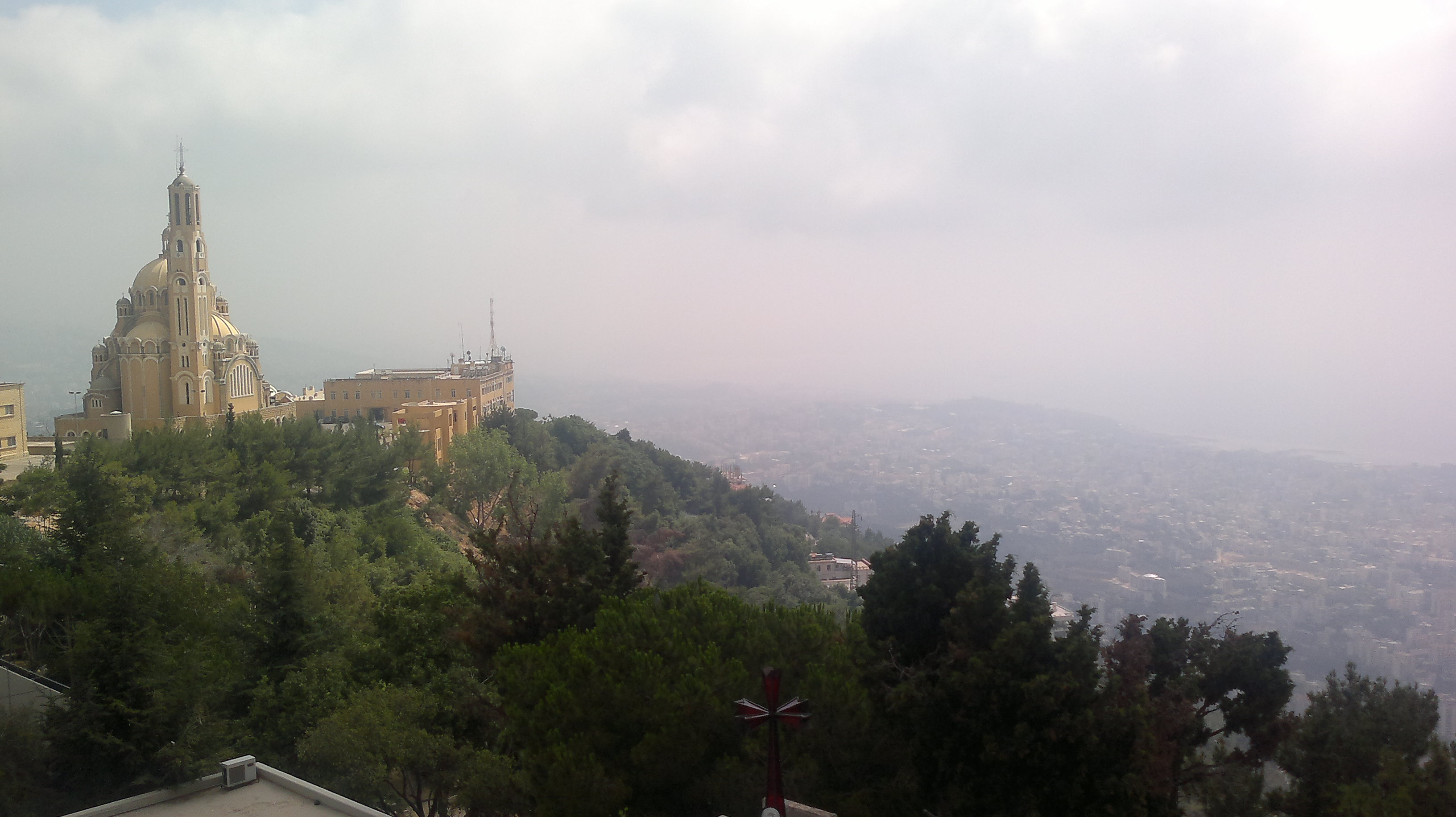
La cathédrale melkite, à Harissa